# Pteroripoda perennis
Pteroripoda perennis är en kvalsterart som beskrevs av Sandór Mahunka 1996. Pteroripoda perennis ingår i släktet Pteroripoda och familjen Oripodidae. Inga underarter finns listade i Catalogue of Life.